# Vicente Paiva
Vicente Paiva Ribeiro (São Paulo, 18 de abril de 1908 — Rio de Janeiro, 18 de fevereiro de 1964), ou simplesmente Vicente Paiva, foi um pianista, cantor, compositor, arranjador e maestro brasileiro. É de sua autoria aquela que é talvez a mais famosa marchinha dos carnavais brasileiros: "Mamãe Eu Quero. Era pai da atriz Daisy Paiva.

## Biografia
Vicente Paiva (Vicente Paiva Ribeiro), compositor e arranjador nasceu em São Paulo SP em 18/4/1908 e faleceu no Rio de Janeiro RJ em 18/2/1964. Começou a carreira como pianista em Santos SP em 1926, seguindo depois para o Rio de Janeiro, onde tocou inicialmente na orquestra de Simon Bountman.
Estreou como cantor em 1929, gravando os sambas Beijar não é pecado (Oscar Cardona), na Victor, e Mulher (Pascoal Barros), e o samba-canção Machuca (Donga e De Chocolat), na Parlophon.
Foi diretor musical do Cassino da Urca entre 1934 e 1945 - época em que foram encenados os primeiros grandes shows da noite carioca. Em 1935 compôs com Nelson Barbosa a famosa Marcha do Cordão da Bola Preta, conhecida na época como Segura a chupeta, relançada com letra modificada para o Carnaval de 1962, com gravação de Carmen Costa, na Victor.
No Carnaval de 1937 fez grande sucesso com a marcha Mamãe eu quero gravada por seu parceiro Jararaca, na Odeon, uma das músicas carnavalescas mais conhecidas de todos os tempos. Dois anos depois, lançou o maxixe Vamos, Maria, vamos (com Jararaca), gravado pelo parceiro na Odeon.
Em 1940 foram lançados o samba-canção Bahia, oi, Bahia (com Augusto Mesquita), gravado pelos Anjos do Inferno na Columbia; o samba-batuque Diz que tem... (com Aníbal Cruz), gravado por Carmen Miranda, na Odeon, com grande sucesso; e o samba Voltei pro morro (com Luiz Peixoto), lançado pela mesma cantora na Odeon, outro grande êxito.
No ano seguinte, alcançou êxito o samba Disseram que Voltei Americanizada (com Luiz Peixoto), gravação de Carmen Miranda na Odeon. Em 1942 Léo Albano gravou, com a orquestra do autor, seu fox Tudo é Brasil (com Sá Róris), na Victor, e Heleninha Costa lançava, no ano seguinte, pela Columbia, o samba Exaltação à Bahia (com Chianca de Garcia).
Foi diretor musical e regente da orquestra da Companhia de Revistas de Walter Pinto de 1945 a 1952, tendo também musicado outras peças de teatro de revista. Em 1945 Dircinha Batista gravou com grande sucesso o samba Calendário (com Chianca de Garcia), pela Continental, e quatro anos depois foi a vez dos sambas Nós dois (com Fernando Martins), gravado por Dircinha Batista, e Bahia de todos os santos (com Chianca de Garcia), gravado pelo conjunto Quatro Ases e Um Curinga, ambos na Odeon.
Na década de 1950, sua orquestra de danças foi das mais solicitadas do Rio de Janeiro, principalmente no Carnaval, quando atuava em bailes tradicionais como o do Clube High-Life. De 1951 datam mais dois grandes sucessos seus, gravados por Dalva de Oliveira na Odeon: os sambas Ave Maria (com Jaime Redondo) e Olhos verdes. Dez anos mais tarde, a convite do governo da então República Federal da Alemanha, participou do Festival de Berlim.